# Parany de Kieninger
El parany de Kieninger és un parany d'obertura d'escacs dins el gambit Budapest, que rep el seu nom del Mestre Internacional alemany Georg Kieninger, qui el va fer servir en una partida contra Godai a Viena el 1925. És un dels paranys d'obertura que es veuen més sovint.

## Detalls
|   | a | b | c | d | e | f | g | h |   |
| 8 | a8 negres torre · c8 negres alfil · e8 negres rei · h8 negres torre · a7 negres peó · b7 negres peó · c7 negres peó · d7 negres peó · e7 negres dama · f7 negres peó · g7 negres peó · h7 negres peó · c6 negres cavall · e5 negres cavall · b4 negres alfil · c4 blanques peó · f4 blanques alfil · a3 blanques peó · f3 blanques cavall · b2 blanques peó · d2 blanques cavall · e2 blanques peó · f2 blanques peó · g2 blanques peó · h2 blanques peó · a1 blanques torre · d1 blanques dama · e1 blanques rei · f1 blanques alfil · h1 blanques torre | a8 negres torre · c8 negres alfil · e8 negres rei · h8 negres torre · a7 negres peó · b7 negres peó · c7 negres peó · d7 negres peó · e7 negres dama · f7 negres peó · g7 negres peó · h7 negres peó · c6 negres cavall · e5 negres cavall · b4 negres alfil · c4 blanques peó · f4 blanques alfil · a3 blanques peó · f3 blanques cavall · b2 blanques peó · d2 blanques cavall · e2 blanques peó · f2 blanques peó · g2 blanques peó · h2 blanques peó · a1 blanques torre · d1 blanques dama · e1 blanques rei · f1 blanques alfil · h1 blanques torre | a8 negres torre · c8 negres alfil · e8 negres rei · h8 negres torre · a7 negres peó · b7 negres peó · c7 negres peó · d7 negres peó · e7 negres dama · f7 negres peó · g7 negres peó · h7 negres peó · c6 negres cavall · e5 negres cavall · b4 negres alfil · c4 blanques peó · f4 blanques alfil · a3 blanques peó · f3 blanques cavall · b2 blanques peó · d2 blanques cavall · e2 blanques peó · f2 blanques peó · g2 blanques peó · h2 blanques peó · a1 blanques torre · d1 blanques dama · e1 blanques rei · f1 blanques alfil · h1 blanques torre | a8 negres torre · c8 negres alfil · e8 negres rei · h8 negres torre · a7 negres peó · b7 negres peó · c7 negres peó · d7 negres peó · e7 negres dama · f7 negres peó · g7 negres peó · h7 negres peó · c6 negres cavall · e5 negres cavall · b4 negres alfil · c4 blanques peó · f4 blanques alfil · a3 blanques peó · f3 blanques cavall · b2 blanques peó · d2 blanques cavall · e2 blanques peó · f2 blanques peó · g2 blanques peó · h2 blanques peó · a1 blanques torre · d1 blanques dama · e1 blanques rei · f1 blanques alfil · h1 blanques torre | a8 negres torre · c8 negres alfil · e8 negres rei · h8 negres torre · a7 negres peó · b7 negres peó · c7 negres peó · d7 negres peó · e7 negres dama · f7 negres peó · g7 negres peó · h7 negres peó · c6 negres cavall · e5 negres cavall · b4 negres alfil · c4 blanques peó · f4 blanques alfil · a3 blanques peó · f3 blanques cavall · b2 blanques peó · d2 blanques cavall · e2 blanques peó · f2 blanques peó · g2 blanques peó · h2 blanques peó · a1 blanques torre · d1 blanques dama · e1 blanques rei · f1 blanques alfil · h1 blanques torre | a8 negres torre · c8 negres alfil · e8 negres rei · h8 negres torre · a7 negres peó · b7 negres peó · c7 negres peó · d7 negres peó · e7 negres dama · f7 negres peó · g7 negres peó · h7 negres peó · c6 negres cavall · e5 negres cavall · b4 negres alfil · c4 blanques peó · f4 blanques alfil · a3 blanques peó · f3 blanques cavall · b2 blanques peó · d2 blanques cavall · e2 blanques peó · f2 blanques peó · g2 blanques peó · h2 blanques peó · a1 blanques torre · d1 blanques dama · e1 blanques rei · f1 blanques alfil · h1 blanques torre | a8 negres torre · c8 negres alfil · e8 negres rei · h8 negres torre · a7 negres peó · b7 negres peó · c7 negres peó · d7 negres peó · e7 negres dama · f7 negres peó · g7 negres peó · h7 negres peó · c6 negres cavall · e5 negres cavall · b4 negres alfil · c4 blanques peó · f4 blanques alfil · a3 blanques peó · f3 blanques cavall · b2 blanques peó · d2 blanques cavall · e2 blanques peó · f2 blanques peó · g2 blanques peó · h2 blanques peó · a1 blanques torre · d1 blanques dama · e1 blanques rei · f1 blanques alfil · h1 blanques torre | a8 negres torre · c8 negres alfil · e8 negres rei · h8 negres torre · a7 negres peó · b7 negres peó · c7 negres peó · d7 negres peó · e7 negres dama · f7 negres peó · g7 negres peó · h7 negres peó · c6 negres cavall · e5 negres cavall · b4 negres alfil · c4 blanques peó · f4 blanques alfil · a3 blanques peó · f3 blanques cavall · b2 blanques peó · d2 blanques cavall · e2 blanques peó · f2 blanques peó · g2 blanques peó · h2 blanques peó · a1 blanques torre · d1 blanques dama · e1 blanques rei · f1 blanques alfil · h1 blanques torre | 8 |
| 7 | a8 negres torre · c8 negres alfil · e8 negres rei · h8 negres torre · a7 negres peó · b7 negres peó · c7 negres peó · d7 negres peó · e7 negres dama · f7 negres peó · g7 negres peó · h7 negres peó · c6 negres cavall · e5 negres cavall · b4 negres alfil · c4 blanques peó · f4 blanques alfil · a3 blanques peó · f3 blanques cavall · b2 blanques peó · d2 blanques cavall · e2 blanques peó · f2 blanques peó · g2 blanques peó · h2 blanques peó · a1 blanques torre · d1 blanques dama · e1 blanques rei · f1 blanques alfil · h1 blanques torre | a8 negres torre · c8 negres alfil · e8 negres rei · h8 negres torre · a7 negres peó · b7 negres peó · c7 negres peó · d7 negres peó · e7 negres dama · f7 negres peó · g7 negres peó · h7 negres peó · c6 negres cavall · e5 negres cavall · b4 negres alfil · c4 blanques peó · f4 blanques alfil · a3 blanques peó · f3 blanques cavall · b2 blanques peó · d2 blanques cavall · e2 blanques peó · f2 blanques peó · g2 blanques peó · h2 blanques peó · a1 blanques torre · d1 blanques dama · e1 blanques rei · f1 blanques alfil · h1 blanques torre | a8 negres torre · c8 negres alfil · e8 negres rei · h8 negres torre · a7 negres peó · b7 negres peó · c7 negres peó · d7 negres peó · e7 negres dama · f7 negres peó · g7 negres peó · h7 negres peó · c6 negres cavall · e5 negres cavall · b4 negres alfil · c4 blanques peó · f4 blanques alfil · a3 blanques peó · f3 blanques cavall · b2 blanques peó · d2 blanques cavall · e2 blanques peó · f2 blanques peó · g2 blanques peó · h2 blanques peó · a1 blanques torre · d1 blanques dama · e1 blanques rei · f1 blanques alfil · h1 blanques torre | a8 negres torre · c8 negres alfil · e8 negres rei · h8 negres torre · a7 negres peó · b7 negres peó · c7 negres peó · d7 negres peó · e7 negres dama · f7 negres peó · g7 negres peó · h7 negres peó · c6 negres cavall · e5 negres cavall · b4 negres alfil · c4 blanques peó · f4 blanques alfil · a3 blanques peó · f3 blanques cavall · b2 blanques peó · d2 blanques cavall · e2 blanques peó · f2 blanques peó · g2 blanques peó · h2 blanques peó · a1 blanques torre · d1 blanques dama · e1 blanques rei · f1 blanques alfil · h1 blanques torre | a8 negres torre · c8 negres alfil · e8 negres rei · h8 negres torre · a7 negres peó · b7 negres peó · c7 negres peó · d7 negres peó · e7 negres dama · f7 negres peó · g7 negres peó · h7 negres peó · c6 negres cavall · e5 negres cavall · b4 negres alfil · c4 blanques peó · f4 blanques alfil · a3 blanques peó · f3 blanques cavall · b2 blanques peó · d2 blanques cavall · e2 blanques peó · f2 blanques peó · g2 blanques peó · h2 blanques peó · a1 blanques torre · d1 blanques dama · e1 blanques rei · f1 blanques alfil · h1 blanques torre | a8 negres torre · c8 negres alfil · e8 negres rei · h8 negres torre · a7 negres peó · b7 negres peó · c7 negres peó · d7 negres peó · e7 negres dama · f7 negres peó · g7 negres peó · h7 negres peó · c6 negres cavall · e5 negres cavall · b4 negres alfil · c4 blanques peó · f4 blanques alfil · a3 blanques peó · f3 blanques cavall · b2 blanques peó · d2 blanques cavall · e2 blanques peó · f2 blanques peó · g2 blanques peó · h2 blanques peó · a1 blanques torre · d1 blanques dama · e1 blanques rei · f1 blanques alfil · h1 blanques torre | a8 negres torre · c8 negres alfil · e8 negres rei · h8 negres torre · a7 negres peó · b7 negres peó · c7 negres peó · d7 negres peó · e7 negres dama · f7 negres peó · g7 negres peó · h7 negres peó · c6 negres cavall · e5 negres cavall · b4 negres alfil · c4 blanques peó · f4 blanques alfil · a3 blanques peó · f3 blanques cavall · b2 blanques peó · d2 blanques cavall · e2 blanques peó · f2 blanques peó · g2 blanques peó · h2 blanques peó · a1 blanques torre · d1 blanques dama · e1 blanques rei · f1 blanques alfil · h1 blanques torre | a8 negres torre · c8 negres alfil · e8 negres rei · h8 negres torre · a7 negres peó · b7 negres peó · c7 negres peó · d7 negres peó · e7 negres dama · f7 negres peó · g7 negres peó · h7 negres peó · c6 negres cavall · e5 negres cavall · b4 negres alfil · c4 blanques peó · f4 blanques alfil · a3 blanques peó · f3 blanques cavall · b2 blanques peó · d2 blanques cavall · e2 blanques peó · f2 blanques peó · g2 blanques peó · h2 blanques peó · a1 blanques torre · d1 blanques dama · e1 blanques rei · f1 blanques alfil · h1 blanques torre | 7 |
| 6 | a8 negres torre · c8 negres alfil · e8 negres rei · h8 negres torre · a7 negres peó · b7 negres peó · c7 negres peó · d7 negres peó · e7 negres dama · f7 negres peó · g7 negres peó · h7 negres peó · c6 negres cavall · e5 negres cavall · b4 negres alfil · c4 blanques peó · f4 blanques alfil · a3 blanques peó · f3 blanques cavall · b2 blanques peó · d2 blanques cavall · e2 blanques peó · f2 blanques peó · g2 blanques peó · h2 blanques peó · a1 blanques torre · d1 blanques dama · e1 blanques rei · f1 blanques alfil · h1 blanques torre | a8 negres torre · c8 negres alfil · e8 negres rei · h8 negres torre · a7 negres peó · b7 negres peó · c7 negres peó · d7 negres peó · e7 negres dama · f7 negres peó · g7 negres peó · h7 negres peó · c6 negres cavall · e5 negres cavall · b4 negres alfil · c4 blanques peó · f4 blanques alfil · a3 blanques peó · f3 blanques cavall · b2 blanques peó · d2 blanques cavall · e2 blanques peó · f2 blanques peó · g2 blanques peó · h2 blanques peó · a1 blanques torre · d1 blanques dama · e1 blanques rei · f1 blanques alfil · h1 blanques torre | a8 negres torre · c8 negres alfil · e8 negres rei · h8 negres torre · a7 negres peó · b7 negres peó · c7 negres peó · d7 negres peó · e7 negres dama · f7 negres peó · g7 negres peó · h7 negres peó · c6 negres cavall · e5 negres cavall · b4 negres alfil · c4 blanques peó · f4 blanques alfil · a3 blanques peó · f3 blanques cavall · b2 blanques peó · d2 blanques cavall · e2 blanques peó · f2 blanques peó · g2 blanques peó · h2 blanques peó · a1 blanques torre · d1 blanques dama · e1 blanques rei · f1 blanques alfil · h1 blanques torre | a8 negres torre · c8 negres alfil · e8 negres rei · h8 negres torre · a7 negres peó · b7 negres peó · c7 negres peó · d7 negres peó · e7 negres dama · f7 negres peó · g7 negres peó · h7 negres peó · c6 negres cavall · e5 negres cavall · b4 negres alfil · c4 blanques peó · f4 blanques alfil · a3 blanques peó · f3 blanques cavall · b2 blanques peó · d2 blanques cavall · e2 blanques peó · f2 blanques peó · g2 blanques peó · h2 blanques peó · a1 blanques torre · d1 blanques dama · e1 blanques rei · f1 blanques alfil · h1 blanques torre | a8 negres torre · c8 negres alfil · e8 negres rei · h8 negres torre · a7 negres peó · b7 negres peó · c7 negres peó · d7 negres peó · e7 negres dama · f7 negres peó · g7 negres peó · h7 negres peó · c6 negres cavall · e5 negres cavall · b4 negres alfil · c4 blanques peó · f4 blanques alfil · a3 blanques peó · f3 blanques cavall · b2 blanques peó · d2 blanques cavall · e2 blanques peó · f2 blanques peó · g2 blanques peó · h2 blanques peó · a1 blanques torre · d1 blanques dama · e1 blanques rei · f1 blanques alfil · h1 blanques torre | a8 negres torre · c8 negres alfil · e8 negres rei · h8 negres torre · a7 negres peó · b7 negres peó · c7 negres peó · d7 negres peó · e7 negres dama · f7 negres peó · g7 negres peó · h7 negres peó · c6 negres cavall · e5 negres cavall · b4 negres alfil · c4 blanques peó · f4 blanques alfil · a3 blanques peó · f3 blanques cavall · b2 blanques peó · d2 blanques cavall · e2 blanques peó · f2 blanques peó · g2 blanques peó · h2 blanques peó · a1 blanques torre · d1 blanques dama · e1 blanques rei · f1 blanques alfil · h1 blanques torre | a8 negres torre · c8 negres alfil · e8 negres rei · h8 negres torre · a7 negres peó · b7 negres peó · c7 negres peó · d7 negres peó · e7 negres dama · f7 negres peó · g7 negres peó · h7 negres peó · c6 negres cavall · e5 negres cavall · b4 negres alfil · c4 blanques peó · f4 blanques alfil · a3 blanques peó · f3 blanques cavall · b2 blanques peó · d2 blanques cavall · e2 blanques peó · f2 blanques peó · g2 blanques peó · h2 blanques peó · a1 blanques torre · d1 blanques dama · e1 blanques rei · f1 blanques alfil · h1 blanques torre | a8 negres torre · c8 negres alfil · e8 negres rei · h8 negres torre · a7 negres peó · b7 negres peó · c7 negres peó · d7 negres peó · e7 negres dama · f7 negres peó · g7 negres peó · h7 negres peó · c6 negres cavall · e5 negres cavall · b4 negres alfil · c4 blanques peó · f4 blanques alfil · a3 blanques peó · f3 blanques cavall · b2 blanques peó · d2 blanques cavall · e2 blanques peó · f2 blanques peó · g2 blanques peó · h2 blanques peó · a1 blanques torre · d1 blanques dama · e1 blanques rei · f1 blanques alfil · h1 blanques torre | 6 |
| 5 | a8 negres torre · c8 negres alfil · e8 negres rei · h8 negres torre · a7 negres peó · b7 negres peó · c7 negres peó · d7 negres peó · e7 negres dama · f7 negres peó · g7 negres peó · h7 negres peó · c6 negres cavall · e5 negres cavall · b4 negres alfil · c4 blanques peó · f4 blanques alfil · a3 blanques peó · f3 blanques cavall · b2 blanques peó · d2 blanques cavall · e2 blanques peó · f2 blanques peó · g2 blanques peó · h2 blanques peó · a1 blanques torre · d1 blanques dama · e1 blanques rei · f1 blanques alfil · h1 blanques torre | a8 negres torre · c8 negres alfil · e8 negres rei · h8 negres torre · a7 negres peó · b7 negres peó · c7 negres peó · d7 negres peó · e7 negres dama · f7 negres peó · g7 negres peó · h7 negres peó · c6 negres cavall · e5 negres cavall · b4 negres alfil · c4 blanques peó · f4 blanques alfil · a3 blanques peó · f3 blanques cavall · b2 blanques peó · d2 blanques cavall · e2 blanques peó · f2 blanques peó · g2 blanques peó · h2 blanques peó · a1 blanques torre · d1 blanques dama · e1 blanques rei · f1 blanques alfil · h1 blanques torre | a8 negres torre · c8 negres alfil · e8 negres rei · h8 negres torre · a7 negres peó · b7 negres peó · c7 negres peó · d7 negres peó · e7 negres dama · f7 negres peó · g7 negres peó · h7 negres peó · c6 negres cavall · e5 negres cavall · b4 negres alfil · c4 blanques peó · f4 blanques alfil · a3 blanques peó · f3 blanques cavall · b2 blanques peó · d2 blanques cavall · e2 blanques peó · f2 blanques peó · g2 blanques peó · h2 blanques peó · a1 blanques torre · d1 blanques dama · e1 blanques rei · f1 blanques alfil · h1 blanques torre | a8 negres torre · c8 negres alfil · e8 negres rei · h8 negres torre · a7 negres peó · b7 negres peó · c7 negres peó · d7 negres peó · e7 negres dama · f7 negres peó · g7 negres peó · h7 negres peó · c6 negres cavall · e5 negres cavall · b4 negres alfil · c4 blanques peó · f4 blanques alfil · a3 blanques peó · f3 blanques cavall · b2 blanques peó · d2 blanques cavall · e2 blanques peó · f2 blanques peó · g2 blanques peó · h2 blanques peó · a1 blanques torre · d1 blanques dama · e1 blanques rei · f1 blanques alfil · h1 blanques torre | a8 negres torre · c8 negres alfil · e8 negres rei · h8 negres torre · a7 negres peó · b7 negres peó · c7 negres peó · d7 negres peó · e7 negres dama · f7 negres peó · g7 negres peó · h7 negres peó · c6 negres cavall · e5 negres cavall · b4 negres alfil · c4 blanques peó · f4 blanques alfil · a3 blanques peó · f3 blanques cavall · b2 blanques peó · d2 blanques cavall · e2 blanques peó · f2 blanques peó · g2 blanques peó · h2 blanques peó · a1 blanques torre · d1 blanques dama · e1 blanques rei · f1 blanques alfil · h1 blanques torre | a8 negres torre · c8 negres alfil · e8 negres rei · h8 negres torre · a7 negres peó · b7 negres peó · c7 negres peó · d7 negres peó · e7 negres dama · f7 negres peó · g7 negres peó · h7 negres peó · c6 negres cavall · e5 negres cavall · b4 negres alfil · c4 blanques peó · f4 blanques alfil · a3 blanques peó · f3 blanques cavall · b2 blanques peó · d2 blanques cavall · e2 blanques peó · f2 blanques peó · g2 blanques peó · h2 blanques peó · a1 blanques torre · d1 blanques dama · e1 blanques rei · f1 blanques alfil · h1 blanques torre | a8 negres torre · c8 negres alfil · e8 negres rei · h8 negres torre · a7 negres peó · b7 negres peó · c7 negres peó · d7 negres peó · e7 negres dama · f7 negres peó · g7 negres peó · h7 negres peó · c6 negres cavall · e5 negres cavall · b4 negres alfil · c4 blanques peó · f4 blanques alfil · a3 blanques peó · f3 blanques cavall · b2 blanques peó · d2 blanques cavall · e2 blanques peó · f2 blanques peó · g2 blanques peó · h2 blanques peó · a1 blanques torre · d1 blanques dama · e1 blanques rei · f1 blanques alfil · h1 blanques torre | a8 negres torre · c8 negres alfil · e8 negres rei · h8 negres torre · a7 negres peó · b7 negres peó · c7 negres peó · d7 negres peó · e7 negres dama · f7 negres peó · g7 negres peó · h7 negres peó · c6 negres cavall · e5 negres cavall · b4 negres alfil · c4 blanques peó · f4 blanques alfil · a3 blanques peó · f3 blanques cavall · b2 blanques peó · d2 blanques cavall · e2 blanques peó · f2 blanques peó · g2 blanques peó · h2 blanques peó · a1 blanques torre · d1 blanques dama · e1 blanques rei · f1 blanques alfil · h1 blanques torre | 5 |
| 4 | a8 negres torre · c8 negres alfil · e8 negres rei · h8 negres torre · a7 negres peó · b7 negres peó · c7 negres peó · d7 negres peó · e7 negres dama · f7 negres peó · g7 negres peó · h7 negres peó · c6 negres cavall · e5 negres cavall · b4 negres alfil · c4 blanques peó · f4 blanques alfil · a3 blanques peó · f3 blanques cavall · b2 blanques peó · d2 blanques cavall · e2 blanques peó · f2 blanques peó · g2 blanques peó · h2 blanques peó · a1 blanques torre · d1 blanques dama · e1 blanques rei · f1 blanques alfil · h1 blanques torre | a8 negres torre · c8 negres alfil · e8 negres rei · h8 negres torre · a7 negres peó · b7 negres peó · c7 negres peó · d7 negres peó · e7 negres dama · f7 negres peó · g7 negres peó · h7 negres peó · c6 negres cavall · e5 negres cavall · b4 negres alfil · c4 blanques peó · f4 blanques alfil · a3 blanques peó · f3 blanques cavall · b2 blanques peó · d2 blanques cavall · e2 blanques peó · f2 blanques peó · g2 blanques peó · h2 blanques peó · a1 blanques torre · d1 blanques dama · e1 blanques rei · f1 blanques alfil · h1 blanques torre | a8 negres torre · c8 negres alfil · e8 negres rei · h8 negres torre · a7 negres peó · b7 negres peó · c7 negres peó · d7 negres peó · e7 negres dama · f7 negres peó · g7 negres peó · h7 negres peó · c6 negres cavall · e5 negres cavall · b4 negres alfil · c4 blanques peó · f4 blanques alfil · a3 blanques peó · f3 blanques cavall · b2 blanques peó · d2 blanques cavall · e2 blanques peó · f2 blanques peó · g2 blanques peó · h2 blanques peó · a1 blanques torre · d1 blanques dama · e1 blanques rei · f1 blanques alfil · h1 blanques torre | a8 negres torre · c8 negres alfil · e8 negres rei · h8 negres torre · a7 negres peó · b7 negres peó · c7 negres peó · d7 negres peó · e7 negres dama · f7 negres peó · g7 negres peó · h7 negres peó · c6 negres cavall · e5 negres cavall · b4 negres alfil · c4 blanques peó · f4 blanques alfil · a3 blanques peó · f3 blanques cavall · b2 blanques peó · d2 blanques cavall · e2 blanques peó · f2 blanques peó · g2 blanques peó · h2 blanques peó · a1 blanques torre · d1 blanques dama · e1 blanques rei · f1 blanques alfil · h1 blanques torre | a8 negres torre · c8 negres alfil · e8 negres rei · h8 negres torre · a7 negres peó · b7 negres peó · c7 negres peó · d7 negres peó · e7 negres dama · f7 negres peó · g7 negres peó · h7 negres peó · c6 negres cavall · e5 negres cavall · b4 negres alfil · c4 blanques peó · f4 blanques alfil · a3 blanques peó · f3 blanques cavall · b2 blanques peó · d2 blanques cavall · e2 blanques peó · f2 blanques peó · g2 blanques peó · h2 blanques peó · a1 blanques torre · d1 blanques dama · e1 blanques rei · f1 blanques alfil · h1 blanques torre | a8 negres torre · c8 negres alfil · e8 negres rei · h8 negres torre · a7 negres peó · b7 negres peó · c7 negres peó · d7 negres peó · e7 negres dama · f7 negres peó · g7 negres peó · h7 negres peó · c6 negres cavall · e5 negres cavall · b4 negres alfil · c4 blanques peó · f4 blanques alfil · a3 blanques peó · f3 blanques cavall · b2 blanques peó · d2 blanques cavall · e2 blanques peó · f2 blanques peó · g2 blanques peó · h2 blanques peó · a1 blanques torre · d1 blanques dama · e1 blanques rei · f1 blanques alfil · h1 blanques torre | a8 negres torre · c8 negres alfil · e8 negres rei · h8 negres torre · a7 negres peó · b7 negres peó · c7 negres peó · d7 negres peó · e7 negres dama · f7 negres peó · g7 negres peó · h7 negres peó · c6 negres cavall · e5 negres cavall · b4 negres alfil · c4 blanques peó · f4 blanques alfil · a3 blanques peó · f3 blanques cavall · b2 blanques peó · d2 blanques cavall · e2 blanques peó · f2 blanques peó · g2 blanques peó · h2 blanques peó · a1 blanques torre · d1 blanques dama · e1 blanques rei · f1 blanques alfil · h1 blanques torre | a8 negres torre · c8 negres alfil · e8 negres rei · h8 negres torre · a7 negres peó · b7 negres peó · c7 negres peó · d7 negres peó · e7 negres dama · f7 negres peó · g7 negres peó · h7 negres peó · c6 negres cavall · e5 negres cavall · b4 negres alfil · c4 blanques peó · f4 blanques alfil · a3 blanques peó · f3 blanques cavall · b2 blanques peó · d2 blanques cavall · e2 blanques peó · f2 blanques peó · g2 blanques peó · h2 blanques peó · a1 blanques torre · d1 blanques dama · e1 blanques rei · f1 blanques alfil · h1 blanques torre | 4 |
| 3 | a8 negres torre · c8 negres alfil · e8 negres rei · h8 negres torre · a7 negres peó · b7 negres peó · c7 negres peó · d7 negres peó · e7 negres dama · f7 negres peó · g7 negres peó · h7 negres peó · c6 negres cavall · e5 negres cavall · b4 negres alfil · c4 blanques peó · f4 blanques alfil · a3 blanques peó · f3 blanques cavall · b2 blanques peó · d2 blanques cavall · e2 blanques peó · f2 blanques peó · g2 blanques peó · h2 blanques peó · a1 blanques torre · d1 blanques dama · e1 blanques rei · f1 blanques alfil · h1 blanques torre | a8 negres torre · c8 negres alfil · e8 negres rei · h8 negres torre · a7 negres peó · b7 negres peó · c7 negres peó · d7 negres peó · e7 negres dama · f7 negres peó · g7 negres peó · h7 negres peó · c6 negres cavall · e5 negres cavall · b4 negres alfil · c4 blanques peó · f4 blanques alfil · a3 blanques peó · f3 blanques cavall · b2 blanques peó · d2 blanques cavall · e2 blanques peó · f2 blanques peó · g2 blanques peó · h2 blanques peó · a1 blanques torre · d1 blanques dama · e1 blanques rei · f1 blanques alfil · h1 blanques torre | a8 negres torre · c8 negres alfil · e8 negres rei · h8 negres torre · a7 negres peó · b7 negres peó · c7 negres peó · d7 negres peó · e7 negres dama · f7 negres peó · g7 negres peó · h7 negres peó · c6 negres cavall · e5 negres cavall · b4 negres alfil · c4 blanques peó · f4 blanques alfil · a3 blanques peó · f3 blanques cavall · b2 blanques peó · d2 blanques cavall · e2 blanques peó · f2 blanques peó · g2 blanques peó · h2 blanques peó · a1 blanques torre · d1 blanques dama · e1 blanques rei · f1 blanques alfil · h1 blanques torre | a8 negres torre · c8 negres alfil · e8 negres rei · h8 negres torre · a7 negres peó · b7 negres peó · c7 negres peó · d7 negres peó · e7 negres dama · f7 negres peó · g7 negres peó · h7 negres peó · c6 negres cavall · e5 negres cavall · b4 negres alfil · c4 blanques peó · f4 blanques alfil · a3 blanques peó · f3 blanques cavall · b2 blanques peó · d2 blanques cavall · e2 blanques peó · f2 blanques peó · g2 blanques peó · h2 blanques peó · a1 blanques torre · d1 blanques dama · e1 blanques rei · f1 blanques alfil · h1 blanques torre | a8 negres torre · c8 negres alfil · e8 negres rei · h8 negres torre · a7 negres peó · b7 negres peó · c7 negres peó · d7 negres peó · e7 negres dama · f7 negres peó · g7 negres peó · h7 negres peó · c6 negres cavall · e5 negres cavall · b4 negres alfil · c4 blanques peó · f4 blanques alfil · a3 blanques peó · f3 blanques cavall · b2 blanques peó · d2 blanques cavall · e2 blanques peó · f2 blanques peó · g2 blanques peó · h2 blanques peó · a1 blanques torre · d1 blanques dama · e1 blanques rei · f1 blanques alfil · h1 blanques torre | a8 negres torre · c8 negres alfil · e8 negres rei · h8 negres torre · a7 negres peó · b7 negres peó · c7 negres peó · d7 negres peó · e7 negres dama · f7 negres peó · g7 negres peó · h7 negres peó · c6 negres cavall · e5 negres cavall · b4 negres alfil · c4 blanques peó · f4 blanques alfil · a3 blanques peó · f3 blanques cavall · b2 blanques peó · d2 blanques cavall · e2 blanques peó · f2 blanques peó · g2 blanques peó · h2 blanques peó · a1 blanques torre · d1 blanques dama · e1 blanques rei · f1 blanques alfil · h1 blanques torre | a8 negres torre · c8 negres alfil · e8 negres rei · h8 negres torre · a7 negres peó · b7 negres peó · c7 negres peó · d7 negres peó · e7 negres dama · f7 negres peó · g7 negres peó · h7 negres peó · c6 negres cavall · e5 negres cavall · b4 negres alfil · c4 blanques peó · f4 blanques alfil · a3 blanques peó · f3 blanques cavall · b2 blanques peó · d2 blanques cavall · e2 blanques peó · f2 blanques peó · g2 blanques peó · h2 blanques peó · a1 blanques torre · d1 blanques dama · e1 blanques rei · f1 blanques alfil · h1 blanques torre | a8 negres torre · c8 negres alfil · e8 negres rei · h8 negres torre · a7 negres peó · b7 negres peó · c7 negres peó · d7 negres peó · e7 negres dama · f7 negres peó · g7 negres peó · h7 negres peó · c6 negres cavall · e5 negres cavall · b4 negres alfil · c4 blanques peó · f4 blanques alfil · a3 blanques peó · f3 blanques cavall · b2 blanques peó · d2 blanques cavall · e2 blanques peó · f2 blanques peó · g2 blanques peó · h2 blanques peó · a1 blanques torre · d1 blanques dama · e1 blanques rei · f1 blanques alfil · h1 blanques torre | 3 |
| 2 | a8 negres torre · c8 negres alfil · e8 negres rei · h8 negres torre · a7 negres peó · b7 negres peó · c7 negres peó · d7 negres peó · e7 negres dama · f7 negres peó · g7 negres peó · h7 negres peó · c6 negres cavall · e5 negres cavall · b4 negres alfil · c4 blanques peó · f4 blanques alfil · a3 blanques peó · f3 blanques cavall · b2 blanques peó · d2 blanques cavall · e2 blanques peó · f2 blanques peó · g2 blanques peó · h2 blanques peó · a1 blanques torre · d1 blanques dama · e1 blanques rei · f1 blanques alfil · h1 blanques torre | a8 negres torre · c8 negres alfil · e8 negres rei · h8 negres torre · a7 negres peó · b7 negres peó · c7 negres peó · d7 negres peó · e7 negres dama · f7 negres peó · g7 negres peó · h7 negres peó · c6 negres cavall · e5 negres cavall · b4 negres alfil · c4 blanques peó · f4 blanques alfil · a3 blanques peó · f3 blanques cavall · b2 blanques peó · d2 blanques cavall · e2 blanques peó · f2 blanques peó · g2 blanques peó · h2 blanques peó · a1 blanques torre · d1 blanques dama · e1 blanques rei · f1 blanques alfil · h1 blanques torre | a8 negres torre · c8 negres alfil · e8 negres rei · h8 negres torre · a7 negres peó · b7 negres peó · c7 negres peó · d7 negres peó · e7 negres dama · f7 negres peó · g7 negres peó · h7 negres peó · c6 negres cavall · e5 negres cavall · b4 negres alfil · c4 blanques peó · f4 blanques alfil · a3 blanques peó · f3 blanques cavall · b2 blanques peó · d2 blanques cavall · e2 blanques peó · f2 blanques peó · g2 blanques peó · h2 blanques peó · a1 blanques torre · d1 blanques dama · e1 blanques rei · f1 blanques alfil · h1 blanques torre | a8 negres torre · c8 negres alfil · e8 negres rei · h8 negres torre · a7 negres peó · b7 negres peó · c7 negres peó · d7 negres peó · e7 negres dama · f7 negres peó · g7 negres peó · h7 negres peó · c6 negres cavall · e5 negres cavall · b4 negres alfil · c4 blanques peó · f4 blanques alfil · a3 blanques peó · f3 blanques cavall · b2 blanques peó · d2 blanques cavall · e2 blanques peó · f2 blanques peó · g2 blanques peó · h2 blanques peó · a1 blanques torre · d1 blanques dama · e1 blanques rei · f1 blanques alfil · h1 blanques torre | a8 negres torre · c8 negres alfil · e8 negres rei · h8 negres torre · a7 negres peó · b7 negres peó · c7 negres peó · d7 negres peó · e7 negres dama · f7 negres peó · g7 negres peó · h7 negres peó · c6 negres cavall · e5 negres cavall · b4 negres alfil · c4 blanques peó · f4 blanques alfil · a3 blanques peó · f3 blanques cavall · b2 blanques peó · d2 blanques cavall · e2 blanques peó · f2 blanques peó · g2 blanques peó · h2 blanques peó · a1 blanques torre · d1 blanques dama · e1 blanques rei · f1 blanques alfil · h1 blanques torre | a8 negres torre · c8 negres alfil · e8 negres rei · h8 negres torre · a7 negres peó · b7 negres peó · c7 negres peó · d7 negres peó · e7 negres dama · f7 negres peó · g7 negres peó · h7 negres peó · c6 negres cavall · e5 negres cavall · b4 negres alfil · c4 blanques peó · f4 blanques alfil · a3 blanques peó · f3 blanques cavall · b2 blanques peó · d2 blanques cavall · e2 blanques peó · f2 blanques peó · g2 blanques peó · h2 blanques peó · a1 blanques torre · d1 blanques dama · e1 blanques rei · f1 blanques alfil · h1 blanques torre | a8 negres torre · c8 negres alfil · e8 negres rei · h8 negres torre · a7 negres peó · b7 negres peó · c7 negres peó · d7 negres peó · e7 negres dama · f7 negres peó · g7 negres peó · h7 negres peó · c6 negres cavall · e5 negres cavall · b4 negres alfil · c4 blanques peó · f4 blanques alfil · a3 blanques peó · f3 blanques cavall · b2 blanques peó · d2 blanques cavall · e2 blanques peó · f2 blanques peó · g2 blanques peó · h2 blanques peó · a1 blanques torre · d1 blanques dama · e1 blanques rei · f1 blanques alfil · h1 blanques torre | a8 negres torre · c8 negres alfil · e8 negres rei · h8 negres torre · a7 negres peó · b7 negres peó · c7 negres peó · d7 negres peó · e7 negres dama · f7 negres peó · g7 negres peó · h7 negres peó · c6 negres cavall · e5 negres cavall · b4 negres alfil · c4 blanques peó · f4 blanques alfil · a3 blanques peó · f3 blanques cavall · b2 blanques peó · d2 blanques cavall · e2 blanques peó · f2 blanques peó · g2 blanques peó · h2 blanques peó · a1 blanques torre · d1 blanques dama · e1 blanques rei · f1 blanques alfil · h1 blanques torre | 2 |
| 1 | a8 negres torre · c8 negres alfil · e8 negres rei · h8 negres torre · a7 negres peó · b7 negres peó · c7 negres peó · d7 negres peó · e7 negres dama · f7 negres peó · g7 negres peó · h7 negres peó · c6 negres cavall · e5 negres cavall · b4 negres alfil · c4 blanques peó · f4 blanques alfil · a3 blanques peó · f3 blanques cavall · b2 blanques peó · d2 blanques cavall · e2 blanques peó · f2 blanques peó · g2 blanques peó · h2 blanques peó · a1 blanques torre · d1 blanques dama · e1 blanques rei · f1 blanques alfil · h1 blanques torre | a8 negres torre · c8 negres alfil · e8 negres rei · h8 negres torre · a7 negres peó · b7 negres peó · c7 negres peó · d7 negres peó · e7 negres dama · f7 negres peó · g7 negres peó · h7 negres peó · c6 negres cavall · e5 negres cavall · b4 negres alfil · c4 blanques peó · f4 blanques alfil · a3 blanques peó · f3 blanques cavall · b2 blanques peó · d2 blanques cavall · e2 blanques peó · f2 blanques peó · g2 blanques peó · h2 blanques peó · a1 blanques torre · d1 blanques dama · e1 blanques rei · f1 blanques alfil · h1 blanques torre | a8 negres torre · c8 negres alfil · e8 negres rei · h8 negres torre · a7 negres peó · b7 negres peó · c7 negres peó · d7 negres peó · e7 negres dama · f7 negres peó · g7 negres peó · h7 negres peó · c6 negres cavall · e5 negres cavall · b4 negres alfil · c4 blanques peó · f4 blanques alfil · a3 blanques peó · f3 blanques cavall · b2 blanques peó · d2 blanques cavall · e2 blanques peó · f2 blanques peó · g2 blanques peó · h2 blanques peó · a1 blanques torre · d1 blanques dama · e1 blanques rei · f1 blanques alfil · h1 blanques torre | a8 negres torre · c8 negres alfil · e8 negres rei · h8 negres torre · a7 negres peó · b7 negres peó · c7 negres peó · d7 negres peó · e7 negres dama · f7 negres peó · g7 negres peó · h7 negres peó · c6 negres cavall · e5 negres cavall · b4 negres alfil · c4 blanques peó · f4 blanques alfil · a3 blanques peó · f3 blanques cavall · b2 blanques peó · d2 blanques cavall · e2 blanques peó · f2 blanques peó · g2 blanques peó · h2 blanques peó · a1 blanques torre · d1 blanques dama · e1 blanques rei · f1 blanques alfil · h1 blanques torre | a8 negres torre · c8 negres alfil · e8 negres rei · h8 negres torre · a7 negres peó · b7 negres peó · c7 negres peó · d7 negres peó · e7 negres dama · f7 negres peó · g7 negres peó · h7 negres peó · c6 negres cavall · e5 negres cavall · b4 negres alfil · c4 blanques peó · f4 blanques alfil · a3 blanques peó · f3 blanques cavall · b2 blanques peó · d2 blanques cavall · e2 blanques peó · f2 blanques peó · g2 blanques peó · h2 blanques peó · a1 blanques torre · d1 blanques dama · e1 blanques rei · f1 blanques alfil · h1 blanques torre | a8 negres torre · c8 negres alfil · e8 negres rei · h8 negres torre · a7 negres peó · b7 negres peó · c7 negres peó · d7 negres peó · e7 negres dama · f7 negres peó · g7 negres peó · h7 negres peó · c6 negres cavall · e5 negres cavall · b4 negres alfil · c4 blanques peó · f4 blanques alfil · a3 blanques peó · f3 blanques cavall · b2 blanques peó · d2 blanques cavall · e2 blanques peó · f2 blanques peó · g2 blanques peó · h2 blanques peó · a1 blanques torre · d1 blanques dama · e1 blanques rei · f1 blanques alfil · h1 blanques torre | a8 negres torre · c8 negres alfil · e8 negres rei · h8 negres torre · a7 negres peó · b7 negres peó · c7 negres peó · d7 negres peó · e7 negres dama · f7 negres peó · g7 negres peó · h7 negres peó · c6 negres cavall · e5 negres cavall · b4 negres alfil · c4 blanques peó · f4 blanques alfil · a3 blanques peó · f3 blanques cavall · b2 blanques peó · d2 blanques cavall · e2 blanques peó · f2 blanques peó · g2 blanques peó · h2 blanques peó · a1 blanques torre · d1 blanques dama · e1 blanques rei · f1 blanques alfil · h1 blanques torre | a8 negres torre · c8 negres alfil · e8 negres rei · h8 negres torre · a7 negres peó · b7 negres peó · c7 negres peó · d7 negres peó · e7 negres dama · f7 negres peó · g7 negres peó · h7 negres peó · c6 negres cavall · e5 negres cavall · b4 negres alfil · c4 blanques peó · f4 blanques alfil · a3 blanques peó · f3 blanques cavall · b2 blanques peó · d2 blanques cavall · e2 blanques peó · f2 blanques peó · g2 blanques peó · h2 blanques peó · a1 blanques torre · d1 blanques dama · e1 blanques rei · f1 blanques alfil · h1 blanques torre | 1 |
|   | a | b | c | d | e | f | g | h |   |

|   | a | b | c | d | e | f | g | h |   |
| 8 | a8 negres torre · c8 negres alfil · e8 negres rei · h8 negres torre · a7 negres peó · b7 negres peó · c7 negres peó · d7 negres peó · e7 negres dama · f7 negres peó · g7 negres peó · h7 negres peó · c6 negres cavall · b4 blanques peó · c4 blanques peó · f4 blanques alfil · d3 negres cavall · f3 blanques cavall · b2 blanques peó · d2 blanques cavall · e2 blanques peó · f2 blanques peó · g2 blanques peó · h2 blanques peó · a1 blanques torre · d1 blanques dama · e1 blanques rei · f1 blanques alfil · h1 blanques torre | a8 negres torre · c8 negres alfil · e8 negres rei · h8 negres torre · a7 negres peó · b7 negres peó · c7 negres peó · d7 negres peó · e7 negres dama · f7 negres peó · g7 negres peó · h7 negres peó · c6 negres cavall · b4 blanques peó · c4 blanques peó · f4 blanques alfil · d3 negres cavall · f3 blanques cavall · b2 blanques peó · d2 blanques cavall · e2 blanques peó · f2 blanques peó · g2 blanques peó · h2 blanques peó · a1 blanques torre · d1 blanques dama · e1 blanques rei · f1 blanques alfil · h1 blanques torre | a8 negres torre · c8 negres alfil · e8 negres rei · h8 negres torre · a7 negres peó · b7 negres peó · c7 negres peó · d7 negres peó · e7 negres dama · f7 negres peó · g7 negres peó · h7 negres peó · c6 negres cavall · b4 blanques peó · c4 blanques peó · f4 blanques alfil · d3 negres cavall · f3 blanques cavall · b2 blanques peó · d2 blanques cavall · e2 blanques peó · f2 blanques peó · g2 blanques peó · h2 blanques peó · a1 blanques torre · d1 blanques dama · e1 blanques rei · f1 blanques alfil · h1 blanques torre | a8 negres torre · c8 negres alfil · e8 negres rei · h8 negres torre · a7 negres peó · b7 negres peó · c7 negres peó · d7 negres peó · e7 negres dama · f7 negres peó · g7 negres peó · h7 negres peó · c6 negres cavall · b4 blanques peó · c4 blanques peó · f4 blanques alfil · d3 negres cavall · f3 blanques cavall · b2 blanques peó · d2 blanques cavall · e2 blanques peó · f2 blanques peó · g2 blanques peó · h2 blanques peó · a1 blanques torre · d1 blanques dama · e1 blanques rei · f1 blanques alfil · h1 blanques torre | a8 negres torre · c8 negres alfil · e8 negres rei · h8 negres torre · a7 negres peó · b7 negres peó · c7 negres peó · d7 negres peó · e7 negres dama · f7 negres peó · g7 negres peó · h7 negres peó · c6 negres cavall · b4 blanques peó · c4 blanques peó · f4 blanques alfil · d3 negres cavall · f3 blanques cavall · b2 blanques peó · d2 blanques cavall · e2 blanques peó · f2 blanques peó · g2 blanques peó · h2 blanques peó · a1 blanques torre · d1 blanques dama · e1 blanques rei · f1 blanques alfil · h1 blanques torre | a8 negres torre · c8 negres alfil · e8 negres rei · h8 negres torre · a7 negres peó · b7 negres peó · c7 negres peó · d7 negres peó · e7 negres dama · f7 negres peó · g7 negres peó · h7 negres peó · c6 negres cavall · b4 blanques peó · c4 blanques peó · f4 blanques alfil · d3 negres cavall · f3 blanques cavall · b2 blanques peó · d2 blanques cavall · e2 blanques peó · f2 blanques peó · g2 blanques peó · h2 blanques peó · a1 blanques torre · d1 blanques dama · e1 blanques rei · f1 blanques alfil · h1 blanques torre | a8 negres torre · c8 negres alfil · e8 negres rei · h8 negres torre · a7 negres peó · b7 negres peó · c7 negres peó · d7 negres peó · e7 negres dama · f7 negres peó · g7 negres peó · h7 negres peó · c6 negres cavall · b4 blanques peó · c4 blanques peó · f4 blanques alfil · d3 negres cavall · f3 blanques cavall · b2 blanques peó · d2 blanques cavall · e2 blanques peó · f2 blanques peó · g2 blanques peó · h2 blanques peó · a1 blanques torre · d1 blanques dama · e1 blanques rei · f1 blanques alfil · h1 blanques torre | a8 negres torre · c8 negres alfil · e8 negres rei · h8 negres torre · a7 negres peó · b7 negres peó · c7 negres peó · d7 negres peó · e7 negres dama · f7 negres peó · g7 negres peó · h7 negres peó · c6 negres cavall · b4 blanques peó · c4 blanques peó · f4 blanques alfil · d3 negres cavall · f3 blanques cavall · b2 blanques peó · d2 blanques cavall · e2 blanques peó · f2 blanques peó · g2 blanques peó · h2 blanques peó · a1 blanques torre · d1 blanques dama · e1 blanques rei · f1 blanques alfil · h1 blanques torre | 8 |
| 7 | a8 negres torre · c8 negres alfil · e8 negres rei · h8 negres torre · a7 negres peó · b7 negres peó · c7 negres peó · d7 negres peó · e7 negres dama · f7 negres peó · g7 negres peó · h7 negres peó · c6 negres cavall · b4 blanques peó · c4 blanques peó · f4 blanques alfil · d3 negres cavall · f3 blanques cavall · b2 blanques peó · d2 blanques cavall · e2 blanques peó · f2 blanques peó · g2 blanques peó · h2 blanques peó · a1 blanques torre · d1 blanques dama · e1 blanques rei · f1 blanques alfil · h1 blanques torre | a8 negres torre · c8 negres alfil · e8 negres rei · h8 negres torre · a7 negres peó · b7 negres peó · c7 negres peó · d7 negres peó · e7 negres dama · f7 negres peó · g7 negres peó · h7 negres peó · c6 negres cavall · b4 blanques peó · c4 blanques peó · f4 blanques alfil · d3 negres cavall · f3 blanques cavall · b2 blanques peó · d2 blanques cavall · e2 blanques peó · f2 blanques peó · g2 blanques peó · h2 blanques peó · a1 blanques torre · d1 blanques dama · e1 blanques rei · f1 blanques alfil · h1 blanques torre | a8 negres torre · c8 negres alfil · e8 negres rei · h8 negres torre · a7 negres peó · b7 negres peó · c7 negres peó · d7 negres peó · e7 negres dama · f7 negres peó · g7 negres peó · h7 negres peó · c6 negres cavall · b4 blanques peó · c4 blanques peó · f4 blanques alfil · d3 negres cavall · f3 blanques cavall · b2 blanques peó · d2 blanques cavall · e2 blanques peó · f2 blanques peó · g2 blanques peó · h2 blanques peó · a1 blanques torre · d1 blanques dama · e1 blanques rei · f1 blanques alfil · h1 blanques torre | a8 negres torre · c8 negres alfil · e8 negres rei · h8 negres torre · a7 negres peó · b7 negres peó · c7 negres peó · d7 negres peó · e7 negres dama · f7 negres peó · g7 negres peó · h7 negres peó · c6 negres cavall · b4 blanques peó · c4 blanques peó · f4 blanques alfil · d3 negres cavall · f3 blanques cavall · b2 blanques peó · d2 blanques cavall · e2 blanques peó · f2 blanques peó · g2 blanques peó · h2 blanques peó · a1 blanques torre · d1 blanques dama · e1 blanques rei · f1 blanques alfil · h1 blanques torre | a8 negres torre · c8 negres alfil · e8 negres rei · h8 negres torre · a7 negres peó · b7 negres peó · c7 negres peó · d7 negres peó · e7 negres dama · f7 negres peó · g7 negres peó · h7 negres peó · c6 negres cavall · b4 blanques peó · c4 blanques peó · f4 blanques alfil · d3 negres cavall · f3 blanques cavall · b2 blanques peó · d2 blanques cavall · e2 blanques peó · f2 blanques peó · g2 blanques peó · h2 blanques peó · a1 blanques torre · d1 blanques dama · e1 blanques rei · f1 blanques alfil · h1 blanques torre | a8 negres torre · c8 negres alfil · e8 negres rei · h8 negres torre · a7 negres peó · b7 negres peó · c7 negres peó · d7 negres peó · e7 negres dama · f7 negres peó · g7 negres peó · h7 negres peó · c6 negres cavall · b4 blanques peó · c4 blanques peó · f4 blanques alfil · d3 negres cavall · f3 blanques cavall · b2 blanques peó · d2 blanques cavall · e2 blanques peó · f2 blanques peó · g2 blanques peó · h2 blanques peó · a1 blanques torre · d1 blanques dama · e1 blanques rei · f1 blanques alfil · h1 blanques torre | a8 negres torre · c8 negres alfil · e8 negres rei · h8 negres torre · a7 negres peó · b7 negres peó · c7 negres peó · d7 negres peó · e7 negres dama · f7 negres peó · g7 negres peó · h7 negres peó · c6 negres cavall · b4 blanques peó · c4 blanques peó · f4 blanques alfil · d3 negres cavall · f3 blanques cavall · b2 blanques peó · d2 blanques cavall · e2 blanques peó · f2 blanques peó · g2 blanques peó · h2 blanques peó · a1 blanques torre · d1 blanques dama · e1 blanques rei · f1 blanques alfil · h1 blanques torre | a8 negres torre · c8 negres alfil · e8 negres rei · h8 negres torre · a7 negres peó · b7 negres peó · c7 negres peó · d7 negres peó · e7 negres dama · f7 negres peó · g7 negres peó · h7 negres peó · c6 negres cavall · b4 blanques peó · c4 blanques peó · f4 blanques alfil · d3 negres cavall · f3 blanques cavall · b2 blanques peó · d2 blanques cavall · e2 blanques peó · f2 blanques peó · g2 blanques peó · h2 blanques peó · a1 blanques torre · d1 blanques dama · e1 blanques rei · f1 blanques alfil · h1 blanques torre | 7 |
| 6 | a8 negres torre · c8 negres alfil · e8 negres rei · h8 negres torre · a7 negres peó · b7 negres peó · c7 negres peó · d7 negres peó · e7 negres dama · f7 negres peó · g7 negres peó · h7 negres peó · c6 negres cavall · b4 blanques peó · c4 blanques peó · f4 blanques alfil · d3 negres cavall · f3 blanques cavall · b2 blanques peó · d2 blanques cavall · e2 blanques peó · f2 blanques peó · g2 blanques peó · h2 blanques peó · a1 blanques torre · d1 blanques dama · e1 blanques rei · f1 blanques alfil · h1 blanques torre | a8 negres torre · c8 negres alfil · e8 negres rei · h8 negres torre · a7 negres peó · b7 negres peó · c7 negres peó · d7 negres peó · e7 negres dama · f7 negres peó · g7 negres peó · h7 negres peó · c6 negres cavall · b4 blanques peó · c4 blanques peó · f4 blanques alfil · d3 negres cavall · f3 blanques cavall · b2 blanques peó · d2 blanques cavall · e2 blanques peó · f2 blanques peó · g2 blanques peó · h2 blanques peó · a1 blanques torre · d1 blanques dama · e1 blanques rei · f1 blanques alfil · h1 blanques torre | a8 negres torre · c8 negres alfil · e8 negres rei · h8 negres torre · a7 negres peó · b7 negres peó · c7 negres peó · d7 negres peó · e7 negres dama · f7 negres peó · g7 negres peó · h7 negres peó · c6 negres cavall · b4 blanques peó · c4 blanques peó · f4 blanques alfil · d3 negres cavall · f3 blanques cavall · b2 blanques peó · d2 blanques cavall · e2 blanques peó · f2 blanques peó · g2 blanques peó · h2 blanques peó · a1 blanques torre · d1 blanques dama · e1 blanques rei · f1 blanques alfil · h1 blanques torre | a8 negres torre · c8 negres alfil · e8 negres rei · h8 negres torre · a7 negres peó · b7 negres peó · c7 negres peó · d7 negres peó · e7 negres dama · f7 negres peó · g7 negres peó · h7 negres peó · c6 negres cavall · b4 blanques peó · c4 blanques peó · f4 blanques alfil · d3 negres cavall · f3 blanques cavall · b2 blanques peó · d2 blanques cavall · e2 blanques peó · f2 blanques peó · g2 blanques peó · h2 blanques peó · a1 blanques torre · d1 blanques dama · e1 blanques rei · f1 blanques alfil · h1 blanques torre | a8 negres torre · c8 negres alfil · e8 negres rei · h8 negres torre · a7 negres peó · b7 negres peó · c7 negres peó · d7 negres peó · e7 negres dama · f7 negres peó · g7 negres peó · h7 negres peó · c6 negres cavall · b4 blanques peó · c4 blanques peó · f4 blanques alfil · d3 negres cavall · f3 blanques cavall · b2 blanques peó · d2 blanques cavall · e2 blanques peó · f2 blanques peó · g2 blanques peó · h2 blanques peó · a1 blanques torre · d1 blanques dama · e1 blanques rei · f1 blanques alfil · h1 blanques torre | a8 negres torre · c8 negres alfil · e8 negres rei · h8 negres torre · a7 negres peó · b7 negres peó · c7 negres peó · d7 negres peó · e7 negres dama · f7 negres peó · g7 negres peó · h7 negres peó · c6 negres cavall · b4 blanques peó · c4 blanques peó · f4 blanques alfil · d3 negres cavall · f3 blanques cavall · b2 blanques peó · d2 blanques cavall · e2 blanques peó · f2 blanques peó · g2 blanques peó · h2 blanques peó · a1 blanques torre · d1 blanques dama · e1 blanques rei · f1 blanques alfil · h1 blanques torre | a8 negres torre · c8 negres alfil · e8 negres rei · h8 negres torre · a7 negres peó · b7 negres peó · c7 negres peó · d7 negres peó · e7 negres dama · f7 negres peó · g7 negres peó · h7 negres peó · c6 negres cavall · b4 blanques peó · c4 blanques peó · f4 blanques alfil · d3 negres cavall · f3 blanques cavall · b2 blanques peó · d2 blanques cavall · e2 blanques peó · f2 blanques peó · g2 blanques peó · h2 blanques peó · a1 blanques torre · d1 blanques dama · e1 blanques rei · f1 blanques alfil · h1 blanques torre | a8 negres torre · c8 negres alfil · e8 negres rei · h8 negres torre · a7 negres peó · b7 negres peó · c7 negres peó · d7 negres peó · e7 negres dama · f7 negres peó · g7 negres peó · h7 negres peó · c6 negres cavall · b4 blanques peó · c4 blanques peó · f4 blanques alfil · d3 negres cavall · f3 blanques cavall · b2 blanques peó · d2 blanques cavall · e2 blanques peó · f2 blanques peó · g2 blanques peó · h2 blanques peó · a1 blanques torre · d1 blanques dama · e1 blanques rei · f1 blanques alfil · h1 blanques torre | 6 |
| 5 | a8 negres torre · c8 negres alfil · e8 negres rei · h8 negres torre · a7 negres peó · b7 negres peó · c7 negres peó · d7 negres peó · e7 negres dama · f7 negres peó · g7 negres peó · h7 negres peó · c6 negres cavall · b4 blanques peó · c4 blanques peó · f4 blanques alfil · d3 negres cavall · f3 blanques cavall · b2 blanques peó · d2 blanques cavall · e2 blanques peó · f2 blanques peó · g2 blanques peó · h2 blanques peó · a1 blanques torre · d1 blanques dama · e1 blanques rei · f1 blanques alfil · h1 blanques torre | a8 negres torre · c8 negres alfil · e8 negres rei · h8 negres torre · a7 negres peó · b7 negres peó · c7 negres peó · d7 negres peó · e7 negres dama · f7 negres peó · g7 negres peó · h7 negres peó · c6 negres cavall · b4 blanques peó · c4 blanques peó · f4 blanques alfil · d3 negres cavall · f3 blanques cavall · b2 blanques peó · d2 blanques cavall · e2 blanques peó · f2 blanques peó · g2 blanques peó · h2 blanques peó · a1 blanques torre · d1 blanques dama · e1 blanques rei · f1 blanques alfil · h1 blanques torre | a8 negres torre · c8 negres alfil · e8 negres rei · h8 negres torre · a7 negres peó · b7 negres peó · c7 negres peó · d7 negres peó · e7 negres dama · f7 negres peó · g7 negres peó · h7 negres peó · c6 negres cavall · b4 blanques peó · c4 blanques peó · f4 blanques alfil · d3 negres cavall · f3 blanques cavall · b2 blanques peó · d2 blanques cavall · e2 blanques peó · f2 blanques peó · g2 blanques peó · h2 blanques peó · a1 blanques torre · d1 blanques dama · e1 blanques rei · f1 blanques alfil · h1 blanques torre | a8 negres torre · c8 negres alfil · e8 negres rei · h8 negres torre · a7 negres peó · b7 negres peó · c7 negres peó · d7 negres peó · e7 negres dama · f7 negres peó · g7 negres peó · h7 negres peó · c6 negres cavall · b4 blanques peó · c4 blanques peó · f4 blanques alfil · d3 negres cavall · f3 blanques cavall · b2 blanques peó · d2 blanques cavall · e2 blanques peó · f2 blanques peó · g2 blanques peó · h2 blanques peó · a1 blanques torre · d1 blanques dama · e1 blanques rei · f1 blanques alfil · h1 blanques torre | a8 negres torre · c8 negres alfil · e8 negres rei · h8 negres torre · a7 negres peó · b7 negres peó · c7 negres peó · d7 negres peó · e7 negres dama · f7 negres peó · g7 negres peó · h7 negres peó · c6 negres cavall · b4 blanques peó · c4 blanques peó · f4 blanques alfil · d3 negres cavall · f3 blanques cavall · b2 blanques peó · d2 blanques cavall · e2 blanques peó · f2 blanques peó · g2 blanques peó · h2 blanques peó · a1 blanques torre · d1 blanques dama · e1 blanques rei · f1 blanques alfil · h1 blanques torre | a8 negres torre · c8 negres alfil · e8 negres rei · h8 negres torre · a7 negres peó · b7 negres peó · c7 negres peó · d7 negres peó · e7 negres dama · f7 negres peó · g7 negres peó · h7 negres peó · c6 negres cavall · b4 blanques peó · c4 blanques peó · f4 blanques alfil · d3 negres cavall · f3 blanques cavall · b2 blanques peó · d2 blanques cavall · e2 blanques peó · f2 blanques peó · g2 blanques peó · h2 blanques peó · a1 blanques torre · d1 blanques dama · e1 blanques rei · f1 blanques alfil · h1 blanques torre | a8 negres torre · c8 negres alfil · e8 negres rei · h8 negres torre · a7 negres peó · b7 negres peó · c7 negres peó · d7 negres peó · e7 negres dama · f7 negres peó · g7 negres peó · h7 negres peó · c6 negres cavall · b4 blanques peó · c4 blanques peó · f4 blanques alfil · d3 negres cavall · f3 blanques cavall · b2 blanques peó · d2 blanques cavall · e2 blanques peó · f2 blanques peó · g2 blanques peó · h2 blanques peó · a1 blanques torre · d1 blanques dama · e1 blanques rei · f1 blanques alfil · h1 blanques torre | a8 negres torre · c8 negres alfil · e8 negres rei · h8 negres torre · a7 negres peó · b7 negres peó · c7 negres peó · d7 negres peó · e7 negres dama · f7 negres peó · g7 negres peó · h7 negres peó · c6 negres cavall · b4 blanques peó · c4 blanques peó · f4 blanques alfil · d3 negres cavall · f3 blanques cavall · b2 blanques peó · d2 blanques cavall · e2 blanques peó · f2 blanques peó · g2 blanques peó · h2 blanques peó · a1 blanques torre · d1 blanques dama · e1 blanques rei · f1 blanques alfil · h1 blanques torre | 5 |
| 4 | a8 negres torre · c8 negres alfil · e8 negres rei · h8 negres torre · a7 negres peó · b7 negres peó · c7 negres peó · d7 negres peó · e7 negres dama · f7 negres peó · g7 negres peó · h7 negres peó · c6 negres cavall · b4 blanques peó · c4 blanques peó · f4 blanques alfil · d3 negres cavall · f3 blanques cavall · b2 blanques peó · d2 blanques cavall · e2 blanques peó · f2 blanques peó · g2 blanques peó · h2 blanques peó · a1 blanques torre · d1 blanques dama · e1 blanques rei · f1 blanques alfil · h1 blanques torre | a8 negres torre · c8 negres alfil · e8 negres rei · h8 negres torre · a7 negres peó · b7 negres peó · c7 negres peó · d7 negres peó · e7 negres dama · f7 negres peó · g7 negres peó · h7 negres peó · c6 negres cavall · b4 blanques peó · c4 blanques peó · f4 blanques alfil · d3 negres cavall · f3 blanques cavall · b2 blanques peó · d2 blanques cavall · e2 blanques peó · f2 blanques peó · g2 blanques peó · h2 blanques peó · a1 blanques torre · d1 blanques dama · e1 blanques rei · f1 blanques alfil · h1 blanques torre | a8 negres torre · c8 negres alfil · e8 negres rei · h8 negres torre · a7 negres peó · b7 negres peó · c7 negres peó · d7 negres peó · e7 negres dama · f7 negres peó · g7 negres peó · h7 negres peó · c6 negres cavall · b4 blanques peó · c4 blanques peó · f4 blanques alfil · d3 negres cavall · f3 blanques cavall · b2 blanques peó · d2 blanques cavall · e2 blanques peó · f2 blanques peó · g2 blanques peó · h2 blanques peó · a1 blanques torre · d1 blanques dama · e1 blanques rei · f1 blanques alfil · h1 blanques torre | a8 negres torre · c8 negres alfil · e8 negres rei · h8 negres torre · a7 negres peó · b7 negres peó · c7 negres peó · d7 negres peó · e7 negres dama · f7 negres peó · g7 negres peó · h7 negres peó · c6 negres cavall · b4 blanques peó · c4 blanques peó · f4 blanques alfil · d3 negres cavall · f3 blanques cavall · b2 blanques peó · d2 blanques cavall · e2 blanques peó · f2 blanques peó · g2 blanques peó · h2 blanques peó · a1 blanques torre · d1 blanques dama · e1 blanques rei · f1 blanques alfil · h1 blanques torre | a8 negres torre · c8 negres alfil · e8 negres rei · h8 negres torre · a7 negres peó · b7 negres peó · c7 negres peó · d7 negres peó · e7 negres dama · f7 negres peó · g7 negres peó · h7 negres peó · c6 negres cavall · b4 blanques peó · c4 blanques peó · f4 blanques alfil · d3 negres cavall · f3 blanques cavall · b2 blanques peó · d2 blanques cavall · e2 blanques peó · f2 blanques peó · g2 blanques peó · h2 blanques peó · a1 blanques torre · d1 blanques dama · e1 blanques rei · f1 blanques alfil · h1 blanques torre | a8 negres torre · c8 negres alfil · e8 negres rei · h8 negres torre · a7 negres peó · b7 negres peó · c7 negres peó · d7 negres peó · e7 negres dama · f7 negres peó · g7 negres peó · h7 negres peó · c6 negres cavall · b4 blanques peó · c4 blanques peó · f4 blanques alfil · d3 negres cavall · f3 blanques cavall · b2 blanques peó · d2 blanques cavall · e2 blanques peó · f2 blanques peó · g2 blanques peó · h2 blanques peó · a1 blanques torre · d1 blanques dama · e1 blanques rei · f1 blanques alfil · h1 blanques torre | a8 negres torre · c8 negres alfil · e8 negres rei · h8 negres torre · a7 negres peó · b7 negres peó · c7 negres peó · d7 negres peó · e7 negres dama · f7 negres peó · g7 negres peó · h7 negres peó · c6 negres cavall · b4 blanques peó · c4 blanques peó · f4 blanques alfil · d3 negres cavall · f3 blanques cavall · b2 blanques peó · d2 blanques cavall · e2 blanques peó · f2 blanques peó · g2 blanques peó · h2 blanques peó · a1 blanques torre · d1 blanques dama · e1 blanques rei · f1 blanques alfil · h1 blanques torre | a8 negres torre · c8 negres alfil · e8 negres rei · h8 negres torre · a7 negres peó · b7 negres peó · c7 negres peó · d7 negres peó · e7 negres dama · f7 negres peó · g7 negres peó · h7 negres peó · c6 negres cavall · b4 blanques peó · c4 blanques peó · f4 blanques alfil · d3 negres cavall · f3 blanques cavall · b2 blanques peó · d2 blanques cavall · e2 blanques peó · f2 blanques peó · g2 blanques peó · h2 blanques peó · a1 blanques torre · d1 blanques dama · e1 blanques rei · f1 blanques alfil · h1 blanques torre | 4 |
| 3 | a8 negres torre · c8 negres alfil · e8 negres rei · h8 negres torre · a7 negres peó · b7 negres peó · c7 negres peó · d7 negres peó · e7 negres dama · f7 negres peó · g7 negres peó · h7 negres peó · c6 negres cavall · b4 blanques peó · c4 blanques peó · f4 blanques alfil · d3 negres cavall · f3 blanques cavall · b2 blanques peó · d2 blanques cavall · e2 blanques peó · f2 blanques peó · g2 blanques peó · h2 blanques peó · a1 blanques torre · d1 blanques dama · e1 blanques rei · f1 blanques alfil · h1 blanques torre | a8 negres torre · c8 negres alfil · e8 negres rei · h8 negres torre · a7 negres peó · b7 negres peó · c7 negres peó · d7 negres peó · e7 negres dama · f7 negres peó · g7 negres peó · h7 negres peó · c6 negres cavall · b4 blanques peó · c4 blanques peó · f4 blanques alfil · d3 negres cavall · f3 blanques cavall · b2 blanques peó · d2 blanques cavall · e2 blanques peó · f2 blanques peó · g2 blanques peó · h2 blanques peó · a1 blanques torre · d1 blanques dama · e1 blanques rei · f1 blanques alfil · h1 blanques torre | a8 negres torre · c8 negres alfil · e8 negres rei · h8 negres torre · a7 negres peó · b7 negres peó · c7 negres peó · d7 negres peó · e7 negres dama · f7 negres peó · g7 negres peó · h7 negres peó · c6 negres cavall · b4 blanques peó · c4 blanques peó · f4 blanques alfil · d3 negres cavall · f3 blanques cavall · b2 blanques peó · d2 blanques cavall · e2 blanques peó · f2 blanques peó · g2 blanques peó · h2 blanques peó · a1 blanques torre · d1 blanques dama · e1 blanques rei · f1 blanques alfil · h1 blanques torre | a8 negres torre · c8 negres alfil · e8 negres rei · h8 negres torre · a7 negres peó · b7 negres peó · c7 negres peó · d7 negres peó · e7 negres dama · f7 negres peó · g7 negres peó · h7 negres peó · c6 negres cavall · b4 blanques peó · c4 blanques peó · f4 blanques alfil · d3 negres cavall · f3 blanques cavall · b2 blanques peó · d2 blanques cavall · e2 blanques peó · f2 blanques peó · g2 blanques peó · h2 blanques peó · a1 blanques torre · d1 blanques dama · e1 blanques rei · f1 blanques alfil · h1 blanques torre | a8 negres torre · c8 negres alfil · e8 negres rei · h8 negres torre · a7 negres peó · b7 negres peó · c7 negres peó · d7 negres peó · e7 negres dama · f7 negres peó · g7 negres peó · h7 negres peó · c6 negres cavall · b4 blanques peó · c4 blanques peó · f4 blanques alfil · d3 negres cavall · f3 blanques cavall · b2 blanques peó · d2 blanques cavall · e2 blanques peó · f2 blanques peó · g2 blanques peó · h2 blanques peó · a1 blanques torre · d1 blanques dama · e1 blanques rei · f1 blanques alfil · h1 blanques torre | a8 negres torre · c8 negres alfil · e8 negres rei · h8 negres torre · a7 negres peó · b7 negres peó · c7 negres peó · d7 negres peó · e7 negres dama · f7 negres peó · g7 negres peó · h7 negres peó · c6 negres cavall · b4 blanques peó · c4 blanques peó · f4 blanques alfil · d3 negres cavall · f3 blanques cavall · b2 blanques peó · d2 blanques cavall · e2 blanques peó · f2 blanques peó · g2 blanques peó · h2 blanques peó · a1 blanques torre · d1 blanques dama · e1 blanques rei · f1 blanques alfil · h1 blanques torre | a8 negres torre · c8 negres alfil · e8 negres rei · h8 negres torre · a7 negres peó · b7 negres peó · c7 negres peó · d7 negres peó · e7 negres dama · f7 negres peó · g7 negres peó · h7 negres peó · c6 negres cavall · b4 blanques peó · c4 blanques peó · f4 blanques alfil · d3 negres cavall · f3 blanques cavall · b2 blanques peó · d2 blanques cavall · e2 blanques peó · f2 blanques peó · g2 blanques peó · h2 blanques peó · a1 blanques torre · d1 blanques dama · e1 blanques rei · f1 blanques alfil · h1 blanques torre | a8 negres torre · c8 negres alfil · e8 negres rei · h8 negres torre · a7 negres peó · b7 negres peó · c7 negres peó · d7 negres peó · e7 negres dama · f7 negres peó · g7 negres peó · h7 negres peó · c6 negres cavall · b4 blanques peó · c4 blanques peó · f4 blanques alfil · d3 negres cavall · f3 blanques cavall · b2 blanques peó · d2 blanques cavall · e2 blanques peó · f2 blanques peó · g2 blanques peó · h2 blanques peó · a1 blanques torre · d1 blanques dama · e1 blanques rei · f1 blanques alfil · h1 blanques torre | 3 |
| 2 | a8 negres torre · c8 negres alfil · e8 negres rei · h8 negres torre · a7 negres peó · b7 negres peó · c7 negres peó · d7 negres peó · e7 negres dama · f7 negres peó · g7 negres peó · h7 negres peó · c6 negres cavall · b4 blanques peó · c4 blanques peó · f4 blanques alfil · d3 negres cavall · f3 blanques cavall · b2 blanques peó · d2 blanques cavall · e2 blanques peó · f2 blanques peó · g2 blanques peó · h2 blanques peó · a1 blanques torre · d1 blanques dama · e1 blanques rei · f1 blanques alfil · h1 blanques torre | a8 negres torre · c8 negres alfil · e8 negres rei · h8 negres torre · a7 negres peó · b7 negres peó · c7 negres peó · d7 negres peó · e7 negres dama · f7 negres peó · g7 negres peó · h7 negres peó · c6 negres cavall · b4 blanques peó · c4 blanques peó · f4 blanques alfil · d3 negres cavall · f3 blanques cavall · b2 blanques peó · d2 blanques cavall · e2 blanques peó · f2 blanques peó · g2 blanques peó · h2 blanques peó · a1 blanques torre · d1 blanques dama · e1 blanques rei · f1 blanques alfil · h1 blanques torre | a8 negres torre · c8 negres alfil · e8 negres rei · h8 negres torre · a7 negres peó · b7 negres peó · c7 negres peó · d7 negres peó · e7 negres dama · f7 negres peó · g7 negres peó · h7 negres peó · c6 negres cavall · b4 blanques peó · c4 blanques peó · f4 blanques alfil · d3 negres cavall · f3 blanques cavall · b2 blanques peó · d2 blanques cavall · e2 blanques peó · f2 blanques peó · g2 blanques peó · h2 blanques peó · a1 blanques torre · d1 blanques dama · e1 blanques rei · f1 blanques alfil · h1 blanques torre | a8 negres torre · c8 negres alfil · e8 negres rei · h8 negres torre · a7 negres peó · b7 negres peó · c7 negres peó · d7 negres peó · e7 negres dama · f7 negres peó · g7 negres peó · h7 negres peó · c6 negres cavall · b4 blanques peó · c4 blanques peó · f4 blanques alfil · d3 negres cavall · f3 blanques cavall · b2 blanques peó · d2 blanques cavall · e2 blanques peó · f2 blanques peó · g2 blanques peó · h2 blanques peó · a1 blanques torre · d1 blanques dama · e1 blanques rei · f1 blanques alfil · h1 blanques torre | a8 negres torre · c8 negres alfil · e8 negres rei · h8 negres torre · a7 negres peó · b7 negres peó · c7 negres peó · d7 negres peó · e7 negres dama · f7 negres peó · g7 negres peó · h7 negres peó · c6 negres cavall · b4 blanques peó · c4 blanques peó · f4 blanques alfil · d3 negres cavall · f3 blanques cavall · b2 blanques peó · d2 blanques cavall · e2 blanques peó · f2 blanques peó · g2 blanques peó · h2 blanques peó · a1 blanques torre · d1 blanques dama · e1 blanques rei · f1 blanques alfil · h1 blanques torre | a8 negres torre · c8 negres alfil · e8 negres rei · h8 negres torre · a7 negres peó · b7 negres peó · c7 negres peó · d7 negres peó · e7 negres dama · f7 negres peó · g7 negres peó · h7 negres peó · c6 negres cavall · b4 blanques peó · c4 blanques peó · f4 blanques alfil · d3 negres cavall · f3 blanques cavall · b2 blanques peó · d2 blanques cavall · e2 blanques peó · f2 blanques peó · g2 blanques peó · h2 blanques peó · a1 blanques torre · d1 blanques dama · e1 blanques rei · f1 blanques alfil · h1 blanques torre | a8 negres torre · c8 negres alfil · e8 negres rei · h8 negres torre · a7 negres peó · b7 negres peó · c7 negres peó · d7 negres peó · e7 negres dama · f7 negres peó · g7 negres peó · h7 negres peó · c6 negres cavall · b4 blanques peó · c4 blanques peó · f4 blanques alfil · d3 negres cavall · f3 blanques cavall · b2 blanques peó · d2 blanques cavall · e2 blanques peó · f2 blanques peó · g2 blanques peó · h2 blanques peó · a1 blanques torre · d1 blanques dama · e1 blanques rei · f1 blanques alfil · h1 blanques torre | a8 negres torre · c8 negres alfil · e8 negres rei · h8 negres torre · a7 negres peó · b7 negres peó · c7 negres peó · d7 negres peó · e7 negres dama · f7 negres peó · g7 negres peó · h7 negres peó · c6 negres cavall · b4 blanques peó · c4 blanques peó · f4 blanques alfil · d3 negres cavall · f3 blanques cavall · b2 blanques peó · d2 blanques cavall · e2 blanques peó · f2 blanques peó · g2 blanques peó · h2 blanques peó · a1 blanques torre · d1 blanques dama · e1 blanques rei · f1 blanques alfil · h1 blanques torre | 2 |
| 1 | a8 negres torre · c8 negres alfil · e8 negres rei · h8 negres torre · a7 negres peó · b7 negres peó · c7 negres peó · d7 negres peó · e7 negres dama · f7 negres peó · g7 negres peó · h7 negres peó · c6 negres cavall · b4 blanques peó · c4 blanques peó · f4 blanques alfil · d3 negres cavall · f3 blanques cavall · b2 blanques peó · d2 blanques cavall · e2 blanques peó · f2 blanques peó · g2 blanques peó · h2 blanques peó · a1 blanques torre · d1 blanques dama · e1 blanques rei · f1 blanques alfil · h1 blanques torre | a8 negres torre · c8 negres alfil · e8 negres rei · h8 negres torre · a7 negres peó · b7 negres peó · c7 negres peó · d7 negres peó · e7 negres dama · f7 negres peó · g7 negres peó · h7 negres peó · c6 negres cavall · b4 blanques peó · c4 blanques peó · f4 blanques alfil · d3 negres cavall · f3 blanques cavall · b2 blanques peó · d2 blanques cavall · e2 blanques peó · f2 blanques peó · g2 blanques peó · h2 blanques peó · a1 blanques torre · d1 blanques dama · e1 blanques rei · f1 blanques alfil · h1 blanques torre | a8 negres torre · c8 negres alfil · e8 negres rei · h8 negres torre · a7 negres peó · b7 negres peó · c7 negres peó · d7 negres peó · e7 negres dama · f7 negres peó · g7 negres peó · h7 negres peó · c6 negres cavall · b4 blanques peó · c4 blanques peó · f4 blanques alfil · d3 negres cavall · f3 blanques cavall · b2 blanques peó · d2 blanques cavall · e2 blanques peó · f2 blanques peó · g2 blanques peó · h2 blanques peó · a1 blanques torre · d1 blanques dama · e1 blanques rei · f1 blanques alfil · h1 blanques torre | a8 negres torre · c8 negres alfil · e8 negres rei · h8 negres torre · a7 negres peó · b7 negres peó · c7 negres peó · d7 negres peó · e7 negres dama · f7 negres peó · g7 negres peó · h7 negres peó · c6 negres cavall · b4 blanques peó · c4 blanques peó · f4 blanques alfil · d3 negres cavall · f3 blanques cavall · b2 blanques peó · d2 blanques cavall · e2 blanques peó · f2 blanques peó · g2 blanques peó · h2 blanques peó · a1 blanques torre · d1 blanques dama · e1 blanques rei · f1 blanques alfil · h1 blanques torre | a8 negres torre · c8 negres alfil · e8 negres rei · h8 negres torre · a7 negres peó · b7 negres peó · c7 negres peó · d7 negres peó · e7 negres dama · f7 negres peó · g7 negres peó · h7 negres peó · c6 negres cavall · b4 blanques peó · c4 blanques peó · f4 blanques alfil · d3 negres cavall · f3 blanques cavall · b2 blanques peó · d2 blanques cavall · e2 blanques peó · f2 blanques peó · g2 blanques peó · h2 blanques peó · a1 blanques torre · d1 blanques dama · e1 blanques rei · f1 blanques alfil · h1 blanques torre | a8 negres torre · c8 negres alfil · e8 negres rei · h8 negres torre · a7 negres peó · b7 negres peó · c7 negres peó · d7 negres peó · e7 negres dama · f7 negres peó · g7 negres peó · h7 negres peó · c6 negres cavall · b4 blanques peó · c4 blanques peó · f4 blanques alfil · d3 negres cavall · f3 blanques cavall · b2 blanques peó · d2 blanques cavall · e2 blanques peó · f2 blanques peó · g2 blanques peó · h2 blanques peó · a1 blanques torre · d1 blanques dama · e1 blanques rei · f1 blanques alfil · h1 blanques torre | a8 negres torre · c8 negres alfil · e8 negres rei · h8 negres torre · a7 negres peó · b7 negres peó · c7 negres peó · d7 negres peó · e7 negres dama · f7 negres peó · g7 negres peó · h7 negres peó · c6 negres cavall · b4 blanques peó · c4 blanques peó · f4 blanques alfil · d3 negres cavall · f3 blanques cavall · b2 blanques peó · d2 blanques cavall · e2 blanques peó · f2 blanques peó · g2 blanques peó · h2 blanques peó · a1 blanques torre · d1 blanques dama · e1 blanques rei · f1 blanques alfil · h1 blanques torre | a8 negres torre · c8 negres alfil · e8 negres rei · h8 negres torre · a7 negres peó · b7 negres peó · c7 negres peó · d7 negres peó · e7 negres dama · f7 negres peó · g7 negres peó · h7 negres peó · c6 negres cavall · b4 blanques peó · c4 blanques peó · f4 blanques alfil · d3 negres cavall · f3 blanques cavall · b2 blanques peó · d2 blanques cavall · e2 blanques peó · f2 blanques peó · g2 blanques peó · h2 blanques peó · a1 blanques torre · d1 blanques dama · e1 blanques rei · f1 blanques alfil · h1 blanques torre | 1 |
|   | a | b | c | d | e | f | g | h |   |

La línia principal del gambit Budapest comença amb els moviments
1.d4 Cf6
2.c4 e5!?
3.dxe5 Cg4
Les negres han sacrificat un peó per tal de desorganitzar la posició de les blanques. En les següents jugades, les negres tracten de recuperar el peó de gambit, mentre que les blanques intenten de mantenir-lo, com a mínim durant una estona:
4.Af4 Cc6
5.Cf3 Ab4+
Les negres volen continuar l'atac a e5 amb ...De7, però primer desenvolupen l'alfil, per tal de no bloquejar-lo. Ara 6.Cc3 De7 7.Dd5!?, mantenint el peó, és jugable, però les blanques prefereixen evitar els peons doblats.
6.Cbd2 De7
Ara les negres recuperen el peó per força, de manera que les blanques miren d'obtenir l'avantatge de la parella d'alfils:
7.a3 Cgxe5!
(Vegeu el diagrama). Simplement 7...Axd2+ era possible, però aquest moviment para la trampa. Ara les blanques haurien de fer 8.Cxe5 Cxe5! 9.e3! Axd2+ 10.Dxd2 amb un petit avantatge.
8.axb4??
Les blanques, com centenars de jugadors anteriorment, cauen en el parany de Kieninger.
8...Cd3#!

Les blanques reben escac i mat. Cal notar que la dama negra clava el peó-e de les blanques contra el rei, de manera que 9.exd3 és il·legal perquè posaria el rei de les blanques en escac. Cal notar també que si 8.Axe5 Cxe5 les blanques segueixen sense poder fer axb4 a causa de Cd3#.